# Pietro II Orseolo
Pietro II Orseolo, född okänt år, död 1009, var en venetiansk doge. Han var regerande doge av Venedig 991–1009. 